# Rwimbogo (Gatsibo)
Rwimbogo (Kinyarwanda Umurenge wa Rwimbogo) ist einer von 14 Sektoren im Distrikt Gatsibo in der Ostprovinz von Ruanda.

## Geographie
Rwimbogo hat eine Fläche von 647,9 km² und liegt auf einer Höhe von etwa 1550 m. Der Sektor unterteilt sich in die vier Zellen Kiburara, Munini, Nyamatete und Rwikiniro. Nachbarsektoren sind im Norden Karangazi, im Süden Murundi, im Südwesten Rugarama, im Westen Gitoki und im Nordwesten Kabarore. Die Ostseite des Sektors liegt innerhalb des Akagera-Nationalparks, der an Tansania grenzt. Zwei Seen auf dem Gebiet sind der Mihindi- und Rwanyakazinga-See.

## Bevölkerung
Zur Volkszählung von 2022 betrug die Einwohnerzahl 49.975 Einwohner. Zehn Jahre zuvor waren es 35.952, was einem jährlichen Bevölkerungszuwachs von 3,4 Prozent zwischen 2012 und 2022 entspricht.

## Verkehr
Entlang der Westseite verläuft die asphaltierte Nationalstraße 24.